# Franco Vona
Pour les articles homonymes, voir Vona.
Franco Vona, né le 20 août 1964 à Ripi, dans la région du Latium, est un coureur cycliste italien. Il est professionnel de 1987 à 1996.

## Biographie
Sur le Tour de France 1992, il termine deuxième de deux étapes de montagne consécutivement. Il est devancé par son compatriote Claudio Chiappucci lors de l'arrivée à Sestrières terme de la treizième étape et échoue le lendemain à l'Alpe d'Huez derrière l'Américain Andrew Hampsten lors de la quatorzième étape.

## Palmarès

### Palmarès amateur
- 1983
  - 2e du Giro della Ciociaria
- 1984
  - Trofeo Suolificio CM
- 1986
  - 8e étape du Baby Giro

### Palmarès professionnel
- 1988
  - 16e étape du Tour d'Italie
  - 2e du Trofeo dello Scalatore
- 1989
  - 5e étape du Tour des Amériques
  - 3e du Tour des Amériques
- 1991
  - 6e étape du Tour de Suisse
- 1992
  - 5e et 12e étapes du Tour d'Italie
  - 6e du Tour d'Italie
- 1993
  - 4e étape du Tour de France (contre-la-montre par équipes)
- 1994
  - 3e étape du Tour de France (contre-la-montre par équipes)

### Résultats sur les grands tours

#### Tour de France
5 participations
- 1989 : abandon (17e étape)
- 1992 : 11e
- 1993 : 21e, vainqueur de la 4e étape (contre-la-montre par équipes)
- 1994 : 37e, vainqueur de la 3e étape (contre-la-montre par équipes)
- 1995 : 58e

#### Tour d'Italie
10 participations
- 1987 : 32e
- 1988 : 15e, vainqueur de la 16e étape
- 1989 : 17e
- 1990 : 31e
- 1991 : 18e
- 1992 : 6e, vainqueur des 5e et 15e étapes
- 1993 : 57e
- 1994 : 23e
- 1995 : 54e
- 1996 : 43e

#### Tour d'Espagne
2 participations
- 1990 : non-partant (20e étape)
- 1996 : 104e